# Podbukovica
Podbukovica este un sat din comuna Cetinje, Muntenegru. Conform datelor de la recensământul din 2003, localitatea are 21 de locuitori (la recensământul din 1991 erau 19 locuitori).

## Demografie
În satul Podbukovica locuiesc 16 persoane adulte, iar vârsta medie a populației este de 40,8 de ani (42,1 la bărbați și 39,9 la femei). În localitate sunt 5 gospodării, iar numărul mediu de membri în gospodărie este de 4,20.
|  |

| Demografie | Demografie | Demografie |
| An         | Locuitori  | Locuitori  |
| ---------- | ---------- | ---------- |
|            |            |            |
|            |            |            |
|            |            |            |
|            |            |            |
| 1948       | 179        |            |
| 1953       | 190        |            |
| 1961       | 174        |            |
| 1971       | 91         |            |
| 1981       | 39         |            |
| 1991       | 19         | 19         |
| 2003       | 21         | 21         |

| \| Componența etnică conform recensământului din 2003[2] \| Componența etnică conform recensământului din 2003[2] \| Componența etnică conform recensământului din 2003[2] \| Componența etnică conform recensământului din 2003[2] \| Componența etnică conform recensământului din 2003[2] \| \| ----------------------------------------------------- \| ----------------------------------------------------- \| ----------------------------------------------------- \| ----------------------------------------------------- \| ----------------------------------------------------- \| \| \| \| \| \| \| \| Muntenegreni \| Muntenegreni \| \| 20 \| 95,23% \| \| necunoscută \| necunoscută \| \| 1 \| 4,76% \| |              |  |    |        |
| Componența etnică conform recensământului din 2003 |              |  |    |        |
| |              |  |    |        |
| Muntenegreni | Muntenegreni |  | 20 | 95,23% |
| necunoscută | necunoscută  |  | 1  | 4,76%  |